# Bavdek
Bavdek este o localitate din comuna Velike Lašče, Slovenia, cu o populație de 25 de locuitori.